# Гай Копоній
Гай Копоній (*Gaius Coponius, прибл. 86 до н. е. — після 20 до н. е.) — політичний та військовий діяч Римської республіки.

## Життєпис
Походив з плебейського роду Копоніїв. Син Тіта Копонія. Здобув гарну освіту, вивчаючи філософію, право. Про початок служби мало відомостей. Приблизно у 56 році до н. е. стає еділом. У 53 році до н. е. він супроводжував Марка Ліцинія Красса в парфянському поході на посаді префекта. Був призначений командиром залоги м. Карри, де до поразки Красса надав армії значні послуги, прикривши відступ війська після першої битви. Зумів не потрапити у полон до парфян та повернувся до Риму.
У 49 році до н. е. обирається претором. З початком громадянської війни на початку війни між гаєм Цезарем та Гнеєм Помпеєм формував для Помпея війська в Італії, під час відступу останнього приєднався до нього в Брундізії. Був спрямований на Схід для формування флоту, незабаром з родоським флотом прибув до Діррахія. Після поразки у 48 році до н. е. Гнея Помпея при Фарсалі, Копоній відплив до Африки.
Тут брав участь у битва помпеянців проти гая Цезаря у 46 році до н. е. Після їх поразки отримав помилування від Цезаря та повернувся до Риму. Тут засідав у сенаті.
У 43 році до н. е. члени Другого триумвірату внесли ім'я Копонія до проскрипційних списків. Лише завдяки своїй дружині Копонія було помилувано Марком Антонієм. Незабаром після цього Копоній переходить на бік Октавіана, у 30-ті роки до н. е. стає одним з лідерів сенату. У 31 році до н. е. брав участь у битві при Акціумі. В подальшому зберіг прихильність Октавіана. Втім про дату смерті немає відомостей.

## Родина
- Копонія, дружина Публія Сілія Нерви, консула 20 року до н. е.